# József Bencsics
József Bencsics (Sambotel, 6. kolovoza 1933.), bivši mađarski nogometni reprezentativac
Igrao je u napadu. Bio član klubova Haladása iz Sambotela, Újpesta iz Budimpešte i Pécsija iz Pečuha (Petocrikve). Igrao za ugarsku reprezentaciju od 1958., odigrao je 8 utakmica i postigao jedan gol. S Újpestom je 1960. osvojio ugarski naslov prvaka.

## Vanjske poveznice
- Tempó Fradi! Bencsics József